# Plintosol

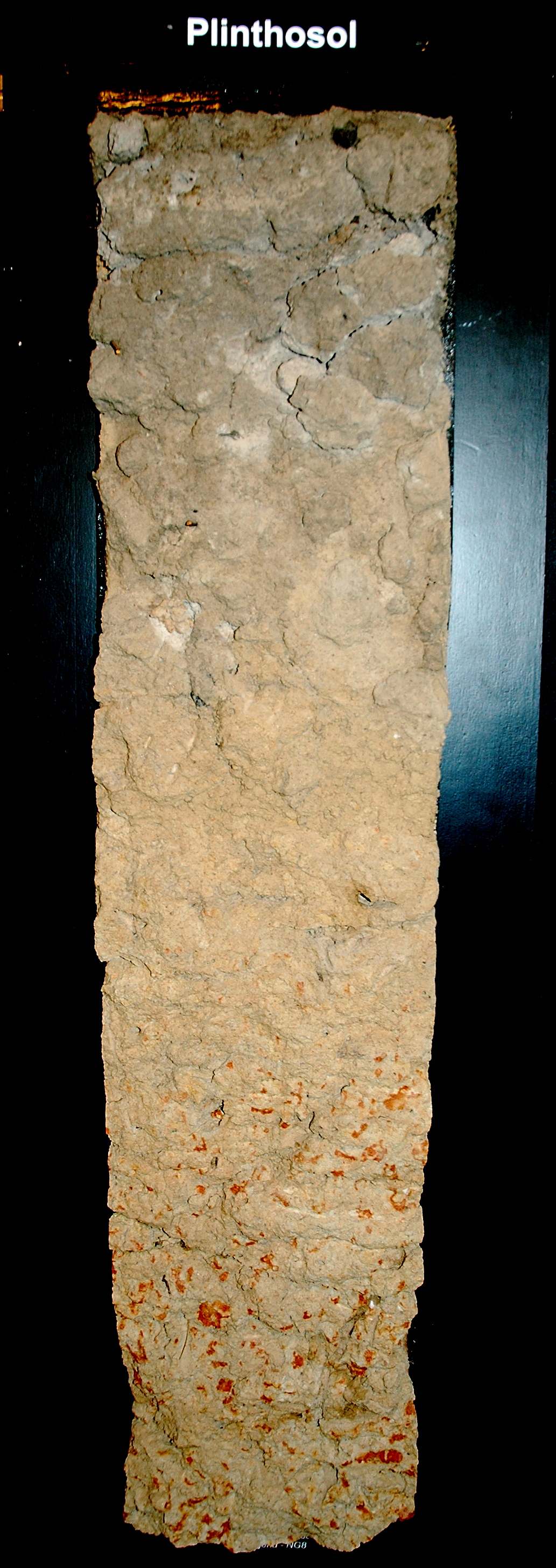
Perfil de un plintosol.

Los plintosoles son suelos ricos en hierro que se caracterizan por la presencia de plintita, petroplintita o pisolitos.

## Distribución

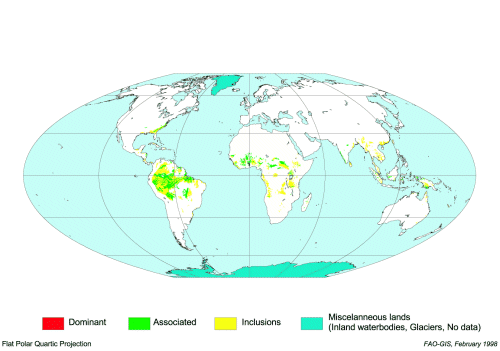
Distribución Regional de Plintosoles

Los plintosoles más blandos son comunes en los trópicos húmedos, incluso en la cuenca oriental del Amazonas, la cuenca del Congo y partes del sudeste asiático. Las áreas más secas, incluida la zona sudano-saheliana, la sabana del sur de África, el subcontinente indio y partes del sudeste asiático y el norte de Australia, presentan en su mayoría pisolitos y petroplintitas más duros.